# Wang Limei
Wang Limei (chinesisch 王丽梅, * 30. März 1961) ist eine ehemalige chinesische Eisschnellläuferin.
Wang startete international nur in der Saison 1978/79 und 1979/80. Dabei belegte sie bei der Sprintweltmeisterschaft 1979 in Inzell den 26. Platz. Im folgenden Jahr kam sie in Lake Placid bei ihrer einzigen Teilnahme an Olympischen Winterspielen auf den 29. Platz über 500 m.

## Persönliche Bestleistungen
| Disziplin | Zeit        | Datum            | Ort       |
| --------- | ----------- | ---------------- | --------- |
| 500 m     | 42,87 s     | 11. März 1987    | Jilin     |
| 1000 m    | 1:31,34 min | 12. Februar 1987 | Changchun |